# Félix de Pomés
Félix de Pomés i Soler (Barcellona, 13 luglio 1890 – Barcellona, 17 luglio 1969) è stato un calciatore, schermidore, attore, regista e sceneggiatore spagnolo.

## Biografia
Appartenente a una famiglia dell'aristocrazia di Barcellona, fu un vero sportmen (sportivo multidisciplinare) dell'epoca. I suoi genitori furono l'armatore e notaio Pelegrín Pomés Pomar e Isabel Soler Batlle. Aveva due fratelli e una sorella. Suo zio Benet Pomés Pomar era conte di Santa Maria de Pomés. Ci sono state discrepanze sulla data di nascita: alcune fonti indicano il 1893 o il 5 febbraio del 1889 Il Registro Municipale di Barcellona indica come data di nascita il 13 luglio 1890.

### Carriera sportiva
Da calciatore giocava nella posizione di esterno destro o interno destro. Tuttavia, nei suoi primi giorni ha giocato nel ruolo di portiere. Il suo primo club fu l'Universitary SC, dove giocò fino al 1912, mentre studiava medicina. Fu in questo club che riconvertì la sua posizione in quella di centrocampista. Nel 1911 giocò brevemente per l'RCD Espanyol. Nel 1912, quando alcuni giocatori del Barcellona come Josep Quirante, Carles Comamala, Charles Wallace, Percival Wallace o Paco Bru lasciarono il club per creare il Casual SC, De Pomés si unì a loro. La vita della società sportiva fu di breve durata e De Pomés si unì al Barcellona dove giocò un totale di 22 partite tra il 1913 e il 1914. Quest'ultimo anno, grazie alla mediazione del suo amico Santiago Massana, rientrò all'RCD Espanyol, dove rimase fino al 1916. All'Espanyol ha vinto il campionato catalano nella stagione 1914-15, e fu finalista nella Coppa del Re dello stesso anno.
È stato internazionale con la nazionale di calcio catalana in cinque occasioni tra il 1912 (contro la Francia sul campo Carrer Indústria dell'Espanyol) e il 1916 (contro la regione del Centro).
Quando ha smesso la carriera da calciatore, si è concentrato sul mondo della scherma, sport in cui è stato campione della Catalogna. Partecipò anche ai Giochi Olimpici di Parigi nel 1924 e ad Amsterdam nel 1928. Nei giochi del 1924 partecipò a gare di fioretto e spada, individuali e a squadre. Ha superato il primo turno soltanto nell'evento di spada a squadre, in cui ha raggiunto il turno di semifinale. Nei giochi del 1928 non disputò le gare individuali partecipando alle gare di fioretto e di spada a squadre, e anche in quest'ultima prova arrivò al turno di semifinale, perdendo contro gli Stati Uniti e classificandosi quinto. Il club dove praticava questo sport era il Casino Militar de Barcelona. Eccelleva anche nel pugilato.

### Carriera cinematografica
La sua carriera di attore è durata tra il 1928 e il 1967. In totale ha recitato in 74 film e ne ha diretti due.
Il suo primo film fu in Germania nel 1928, protagonista di una versione di Die große abenteuerin. Lì sposò Margot Hahn. Partecipò anche nel 1931 alla produzione della Paramount del film La festa del diablo. Durante gli anni '30, De Pomés fu anche il primo direttore del doppiaggio in Spagna, compito che svolse negli studi situati al Palau de la Metallúrgia presso l'attuale Fira de Barcelona. In questi anni, De Pomés recitò per le major di Hollywood, diventando un attore scritturato della Paramount nelle versioni spagnole dei film prodotti da loro e girati negli studi di Joinville di Parigi, tra i quali Doña Mentiras (1931). Rientrato a Barcellona recitò in Rataplan (1935) di Francesc Elias, Aurora de Esperanza (1937) di Antonio Sau Olite, Usted tiene ojos de mujer fatal (1939) di Joan Parellada, scritto da Enrique Jardiel Poncela e Nuevos ideales (1939) di Salvador de Alberich.
Nel 1940 diresse il suo film d'esordio alla regia, Pilar Guerra, remake del film del 1926 di José Buchs, e l'anno seguente il secondo, La madre guapa, a cui partecipò sua figlia Isabel de Pomés, anche lei attrice. Come attore ha lavorato in La Torre de los siete jorobados (1944) – dove si produsse in una interpretazione memorabile nel ruolo del fantasma di Don Robinson de Mantova – Once pares de botas (1954), di Francesc Rovira-Beleta, dove parteciparono calciatori come Francesc Xavier Marcet, Ricard Teruel, Alfredo Di Stefano, Luis Molowny, Joan Segarra, Antoni Puchades, Telmo Zarra, Agustín Gaínza, Venancio Pérez o Jacinto Quincoces, o Beta 7 servizio politico (1954) di Rafael Gil. Negli anni '50 partecipò nuovamente a produzioni statunitensi come Il grande capitano (1959), Il re dei re (1961), dove ha interpretato il ruolo di Giuseppe d'Arimatea, Orgoglio e passione (1957) con Cary Grant e Frank Sinatra o Salomone e la regina di Saba (1959), girato all'Escorial di Saragozza, tra gli altri luoghi. Tra i suoi ultimi film, la commedia romantica Quanto sei bella Roma (1959), Né onore né gloria (1966), con Anthony Quinn, Alain Delon e Claudia Cardinale. Il suo ultimo film è stato Una historia de amor (1967) di Jorge Grau, con Simón Andreu e Serena Vergano.

## Filmografia

### Regista e sceneggiatore
- Pilar Guerra (1940) – anche attore
- La madre guapa (1941)

### Attore
- Die große abenteuerin, regia di Robert Wiene (1928)
- Der henker, regia di Theodor Sparkuhl e Adolf Trotz (1928)
- Rouge et noir (Der geheime kurier), regia di Gennaro Righelli (1928)
- Alto tradimento (Hochverrat), regia di Johannes Meyer (1929)
- Die Schmugglerbraut von Mallorca, regia di Hans Behrendt (1929)
- Doña Mentiras, regia di Adelqui Migliar (1930)
- El secreto del doctor, regia di Adelqui Migliar (1930)
- Toda una vida, regia di Adelqui Migliar (1930)
- La fiesta del diablo, regia di Adelqui Migliar (1930)
- Sombras del circo, regia di Adelqui Migliar (1931)
- Cuerpo y alma, regia di David Howard (1931)
- Esclavas de la moda, regia di David Howard e Francisco Moré de la Torre (1931)
- Mamá, regia di Benito Perojo (1931)
- Pax, regia di Francisco Elías (1932)
- Alalá (Los nietos de los Celtas), regia di Adolf Trotz (1933)
- Doña Francisquita, regia di Hans Behrendt (1934)
- Rataplán, regia di Francisco Elías (1935)
- Nuevos ideales, regia di Salvador de Alberich (1936)
- Aurora de esperanza, regia di Antonio Sau Olite (1937)
- Hombres contra hombres, regia di Antonio Momplet (1937)
- Liberación, regia di Joseph Amich i Bert (1937)
- Las cinco advertencias de Satanás, regia di Isidro Socías (1938)
- El deber, regia di Salvador de Alberich (1939)
- Usted tiene ojos de mujer fatal, regia di Juan Parellada (1939)
- Vidas cruzadas, regia di Luis Marquina (1942)
- La patria chica, regia di Fernando Delgado (1943)
- Santander, la ciudad en llamas, regia di Luis Marquina (1943)
- La torre de los siete jorobados, regia di Edgar Neville (1944)
- ¡Culpable!, regia di Ignacio F. Iquino (1945)
- Ramsa, regia di Juan Xiol (1946)
- Noche sin cielo, regia di Ignacio F. Iquino (1947)
- Il ribelle di Castiglia (Don Juan de Serrallonga), regia di Ricardo Gascón (1948)
- Doce horas de vida, regia di Francisco Rovira-Beleta (1949)
- Ha entrado un ladrón, regia di Ricardo Gascón (1949)
- Vida en Sombras, regia di Lorenzo Llobet Gracia (1949)
- El hijo de la noche, regia di Ricardo Gascón (1950)
- El centauro, regia di Antonio Guzmán Merino (1950)
- Il messaggio del re (El Correo del Rey), regia di Ricardo Gascón (1950)
- Ley del mar, regia di Miguel Iglesias (1950)
- María Morena, regia di José María Forqué e Pedro Lazaga (1951)
- La leggenda di Parsifal (Parsifal), regia di Daniel Mangrané e Carlos Serrano de Osma (1952)
- Hermano menor, regia di Domingo Viladomat (1953)
- Once pares de botas, regia di Francisco Rovira-Beleta (1954)
- Beta 7 servizio politico (Murió hace quince años), regia di Rafael Gil (1954)
- La principessa delle Canarie, regia di Paolo Moffa (1954)
- La otra vida del capitán Contreras, regia di Rafael Gil (1954)
- Marta, regia di Francisco Elías (1955)
- El hombre que veía la muerte, regia di Gonzalo Delgrás (1955)
- Il canto del gallo (El canto del gallo), regia di Rafael Gil (1955)
- Il porto del vizio (Thunderstorm), regia di John Guillermin (1956)
- Orgoglio e passione (The Pride and the Passion), regia di Stanley Kramer (1957)
- El aventurero, regia di Ricardo Gascón (1957)
- I suoi non lo riconobbero (El redentor - Un hombre tiene que morir), regia di Joseph Breen e Fernando Palacios (1957)
- Aquellos tiempos del cuplé, regia di Mateo Cano e José Luis Merino (1958)
- La vida por delante, regia di Fernando Fernán Gómez (1958)
- La muralla, regia di Luis Lucia (1958)
- ...e abitò fra noi (El Salvador), regia di Joseph Breen (1959)
- Zoras il ribelle (Diez fusiles esperan), regia di José Luis Sáenz de Heredia (1959)
- Il grande capitano (John Paul Jones), regia di John Farrow (1959)
- La vida alrededor, regia di Fernando Fernán Gómez (1959)
- La casa de la Troya, regia di Rafael Gil (1959)
- Quanto sei bella Roma, regia di Marino Girolami (1959)
- Salomone e la regina di Saba (Solomon and Sheba), regia di King Vidor (1959)
- La rana verde, regia di Josep Maria Forn (1960)
- Muerte al amanecer, regia di Josep Maria Forn (1960)
- Il re dei re (King of Kings), regia di Nicholas Ray (1961)
- Habanera, regia di José María Elorrieta (1961)
- Rogelia, regia di Rafael Gil (1962)
- La spada del Cid (Las hijas del Cid), regia di Miguel Iglesias (1962)
- Il delitto di Anna Sandoval (El diablo también llora), regia di José Antonio Nieves Conde (1963)
- Né onore né gloria (Lost Command), regia di Mark Robson (1966)
- Una historia de amor, regia di Jorge Grau (1967)